# Gaultheria akaensis
Gaultheria akaensis är en ljungväxtart som beskrevs av S.Panda och Sanjappa. Gaultheria akaensis ingår i släktet Gaultheria och familjen ljungväxter. Inga underarter finns listade i Catalogue of Life.